# Claudio Nolano
Claudio Antonio Nolano (Roma, 22 settembre 1975) è un ex taekwondoka italiano.

## Biografia
Nato a Roma nel 1975, ha iniziato a praticare il taekwondo a 8 anni. Durante la carriera ha gareggiato nella classe di peso dei 64 o 72 kg.
Dopo un argento europeo a livello giovanile ottenuto nel 1992, nel 1994, a 19 anni, è stato argento nei 64 kg agli Europei di Zagabria battuto in finale dallo spagnolo Francisco Zas.
L'anno successivo, ai Mondiali di Manila ha vinto il bronzo, sempre nei 64 kg.
A 24 anni ha partecipato ai Giochi olimpici di Sydney 2000, dove il taekwondo faceva il suo esordio, nei 68 kg, uscendo al primo turno del tabellone principale contro lo statunitense Steven López, poi oro, e al ripescaggio con l'australiano Carlo Massimino.
Passato ai 72 kg, nel 2002 ha vinto un bronzo europeo a Samsun.
4 anni dopo, a Bonn 2006, si è laureato campione europeo, battendo in finale il turco Serdar Akın.
Dopo il ritiro è diventato direttore tecnico della nazionale italiana.

## Palmarès

### Campionati mondiali
- 1 medaglia:
  - 1 bronzo (64 kg a Manila 1995)

### Campionati europei
- 3 medaglie:
  - 1 oro (72 kg a Bonn 2006)
  - 1 argento (64 kg a Zagabria 1994)
  - 1 bronzo (72 kg a Samsun 2002)